# Oakley (Californië)
Oakley is een plaats in Contra Costa County in Californië in de VS.

## Geografie
Oakley bevindt zich op 37°59′37″Noord, 121°43′6″West. De totale oppervlakte bedraagt 32,4 km² (12,5 mijl²) waarvan slechts 0,80% water is.

## Demografie
Volgens de census van 2000 bedroeg de bevolkingsdichtheid 796,4/km² (2063,2/mijl²) en bedroeg het totale bevolkingsaantal 25.619 dat bestond uit:
- 75,50% blanken
- 3,42% zwarten of Afrikaanse Amerikanen
- 0,89% inheemse Amerikanen
- 2,86% Aziaten
- 0,29% mensen afkomstig van eilanden in de Grote Oceaan
- 10,58% andere
- 6,46% twee of meer rassen
- 24,98% Spaans of Latino

Er waren 7832 gezinnen en 6461 families in Oakley. De gemiddelde gezinsgrootte bedroeg 3,26.

## Plaatsen in de nabije omgeving
De onderstaande figuur toont nabijgelegen plaatsen in een straal van 16 km rond Oakley.